# Transporte blindado de personal

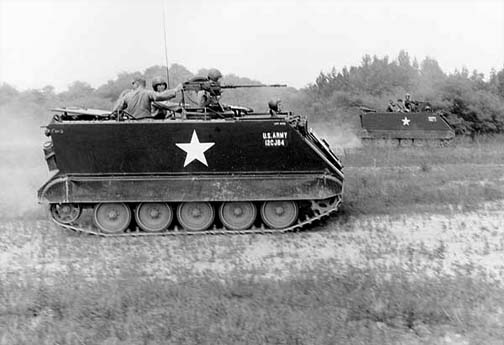
El transporte blindado de personal M113 de Estados Unidos en 1965.

Un transporte blindado de personal (TBP), también conocido por sus siglas en inglés APC (Armoured Personnel Carrier), es un vehículo blindado de combate ligero diseñado para el traslado de la infantería. Generalmente solo van armados con una ametralladora aunque puede haber variantes que lleven armas sin retroceso, misiles guiados anticarro o morteros. Los TBP no están diseñados para tomar parte de un combate directo, sino para llevar las tropas al campo de batalla seguras de la metralla y emboscadas.
En su diseño, los transportes blindados de personal utilizan un sistema de tracción a orugas, como el M-113 estadounidense, el FV432 británico y los conocidos como vehículos TOA (Transporte Oruga Acorazados). O provisto de ruedas, como el VAB -francés, el Boxer MRAV alemán, los BTR-60 y BTR-152 soviéticos, el VBTP-MR Guarani brasileño o el  BMR español. 

## Historia

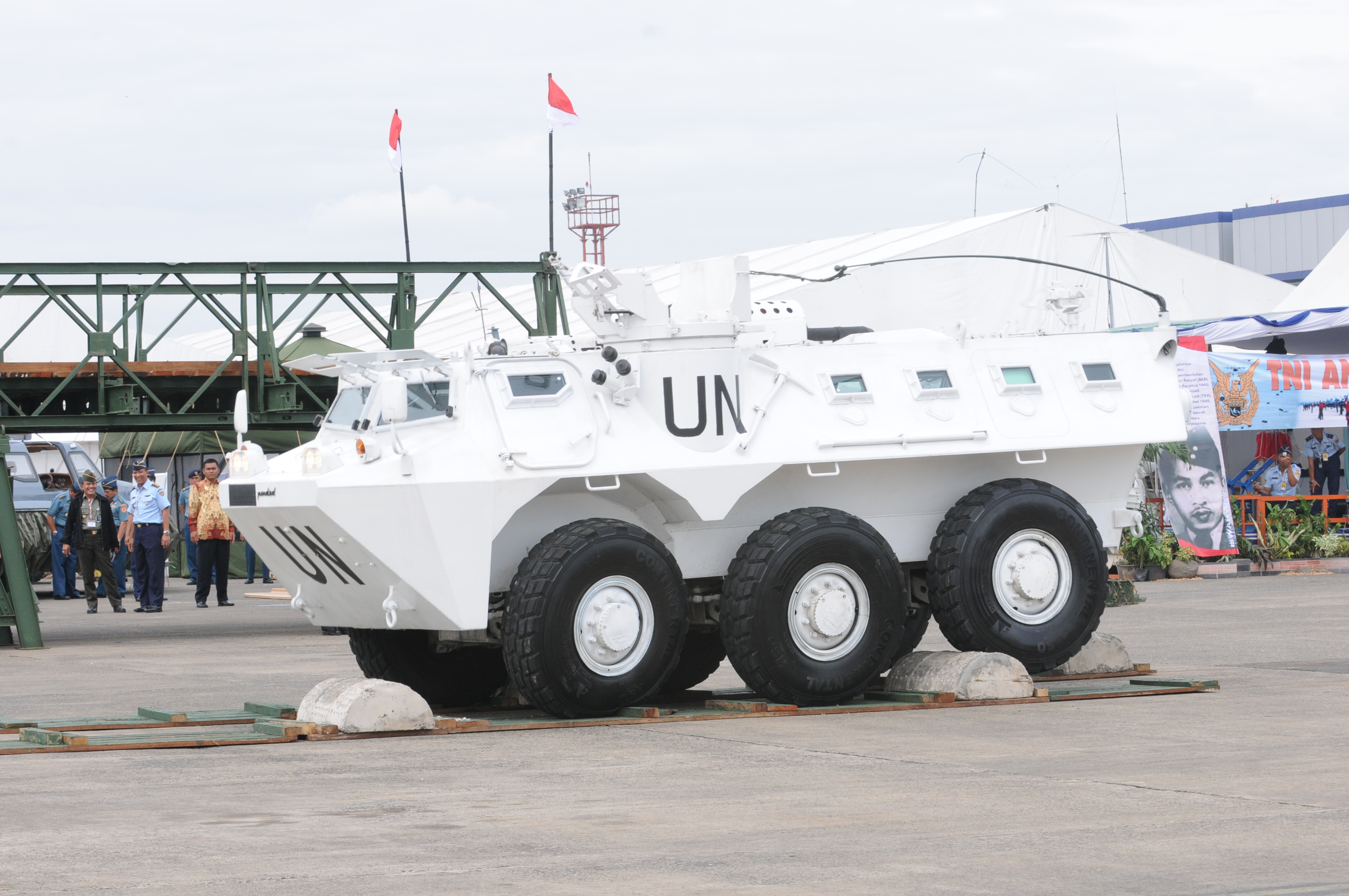
Pindad Panser 6x6 de Indonesia pintado con los colores de Naciones Unidas.

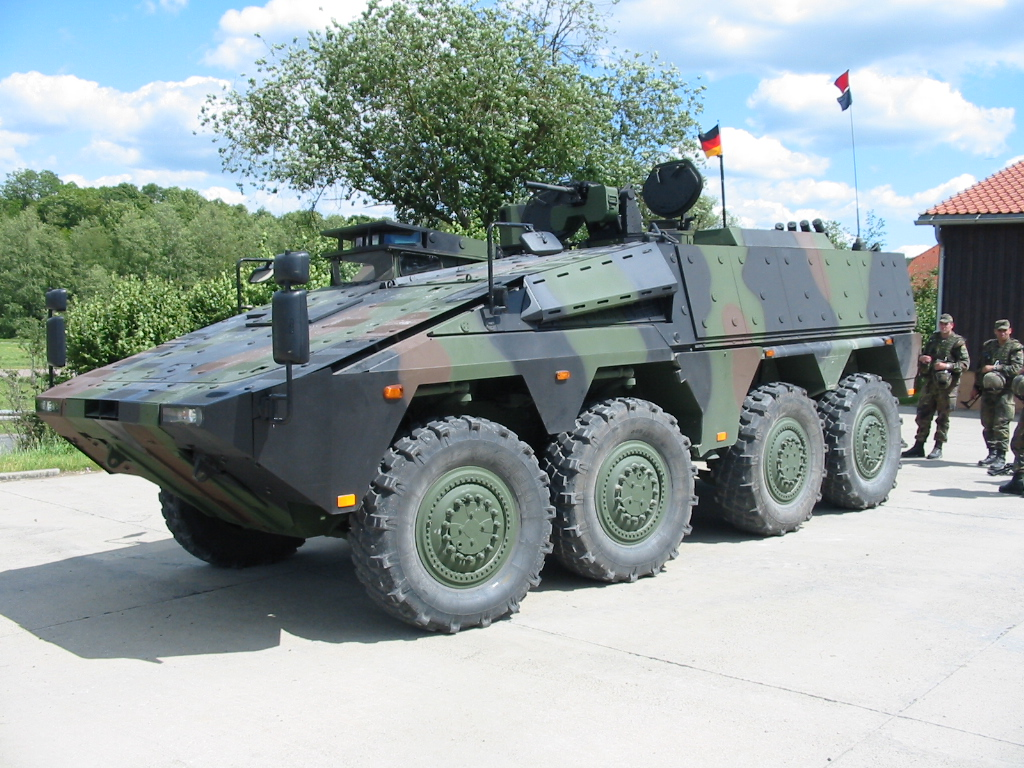
El GTK Boxer es un moderno TBP germano-neerlandés.

Durante la I Guerra Mundial, cuando se desarrolló el carro de combate, el Mark V británico estaba diseñado con un pequeño compartimiento para transportar tropas. Este modelo puede ser considerado como el primer transporte blindado de personal, aunque en 1918 el Mark IX podía llevar hasta 30 hombres.
Hasta la Segunda Guerra Mundial, los TBP eran sencillos vehículos blindados con la capacidad de transportar tropas, que posteriormente evolucionaría a vehículos específicamente diseñados para estas tareas.
En 1944, el general Guy Simonds ordenó la conversión de 72 obuses autopropulsados M7 Priest a transportes blindados de personal. Debido a que eran vehículos para reemplazos, los cañones de obús estaban desgastados. La pieza de artillería fue eliminada y se cerró el agujero con el acero disponible. El nuevo vehículo recibió el nombre de Kangaroo. Más tarde, los carros canadienses Ram fueron utilizados como base para la mayoría de las conversiones, ya que era por entonces obsoletos.
Tras la guerra se desarrollaron diferentes TBP especializados. Los Estados Unidos fabricaron una serie de vehículos de tracción a orugas, culminando en el M113, del cual se construyeron 80 000 unidades. La Unión Soviética desarrolló la serie de vehículos acorazados BTR (БТР, Бронетранспортер, literalmente «transporte blindado»). A finales de los años 1980, Israel transformó sus tanques T-55 en TBP, obteniendo como resultado uno de los blindados mejor protegidos, el IDF Achzarit.

## Tecnología
La mayoría de los transportes blindados de personal utilizan un motor diésel comparable al que usan un camión grande o un autobús urbano. El M113 llevaba el mismo motor que el autobús común de General Motors.
La mayoría de los TBP son anfibios. Los vehículos de tracción a orugas utilizan sus cadenas para moverse en el agua, mientras que los que utilizan ruedas suelen están equipados con motores específicos. La velocidad típica en el agua es de 3 a 6 km/h y requiere aguas tranquilas con unos buenos puntos de entrada y salida.
Como blindaje, los transportes acorazados utilizan generalmente acero o aluminio, que es suficiente como protección contra armas pequeñas y la mayoría de la metralla. Sin embargo, este blindaje es insuficiente para la mayoría de las armas contracarro.
El armamento habitual de un TBP consta de una ametralladora pesada de calibre 12,7 o 14,5 mm que suele estar montada en la parte superior del vehículo, en ocasiones con protecciones para el tirador o en una pequeña torreta. Algunas veces lleva en su lugar un lanzagranadas automático.

## Comparativa TBP / VCI

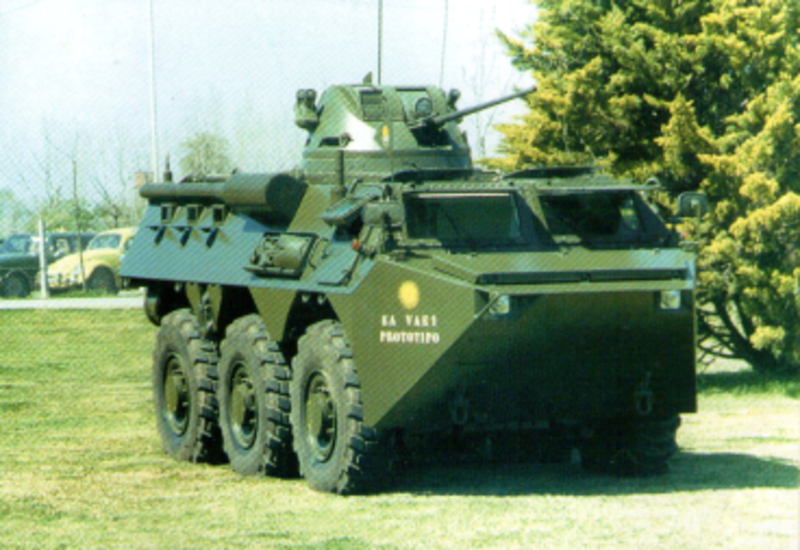
VAE, un VCI argentino (prototipo 1, Renault)

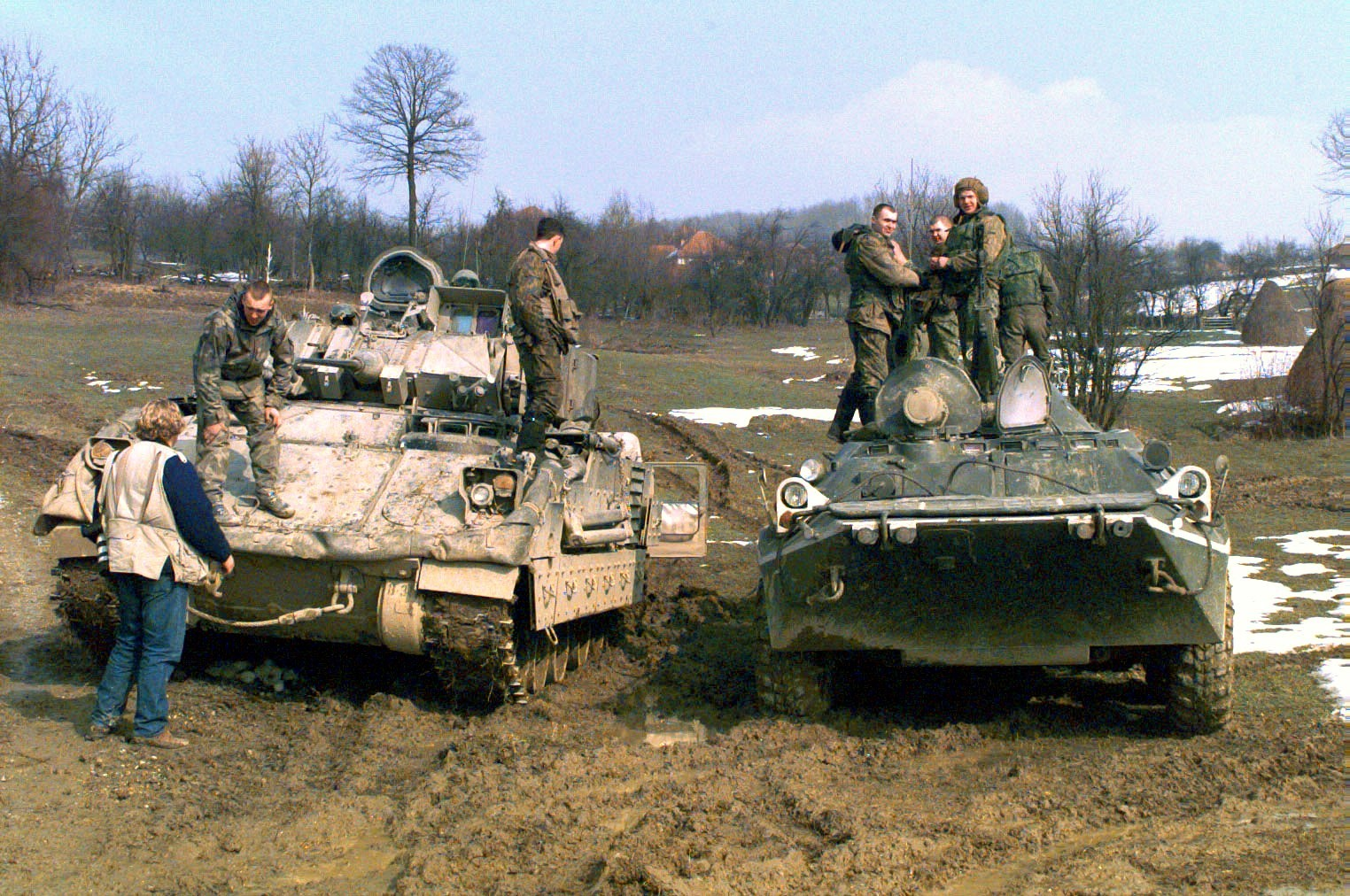
Un TBP soviético, el BTR-80 (derecha), frente a un VCI, el M2 Bradley estadounidense.

La idea del TBP se ha transformado en la época actual en el vehículo de combate de infantería (VCI), en el que las tropas pueden combatir utilizando sus armas a través de ranuras del vehículo, en lugar de ser solo transportados.
Sin embargo la experiencia real en combate ha demostrado que la infantería no puede luchar con eficacia desde su vehículo y que un ataque es prácticamente un suicidio. Como resultado, la mayoría de los vehículos de infantería no tienen las ranuras de disparo, cubriéndolos con blindaje adicional. En los nuevos diseños, estas ranuras se omiten completamente.
En consecuencia, la mayor diferencia entre los TBP y los VCI es actualmente el tipo de armamento que llevan: los vehículos de infantería llevan armamento pesado como cañones automáticos de 20 a 40 mm con capacidad anticarro, mientras que los transportes de personal solo llevan ametralladoras.
Muchos diseños de TBP se han convertidos en VCI añadiéndoles un cañón automático, y muchos chasis tienen una versión de transporte de personal con ametralladoras y lanzagranadas y el vehículo de infantería con cañón. La razón para esto puede ser los costes o la necesidad de más espacio interior, ya que el cañón automático y su munición reduce la capacidad de tropas que puede llevar.

## Ambulancias blindadas

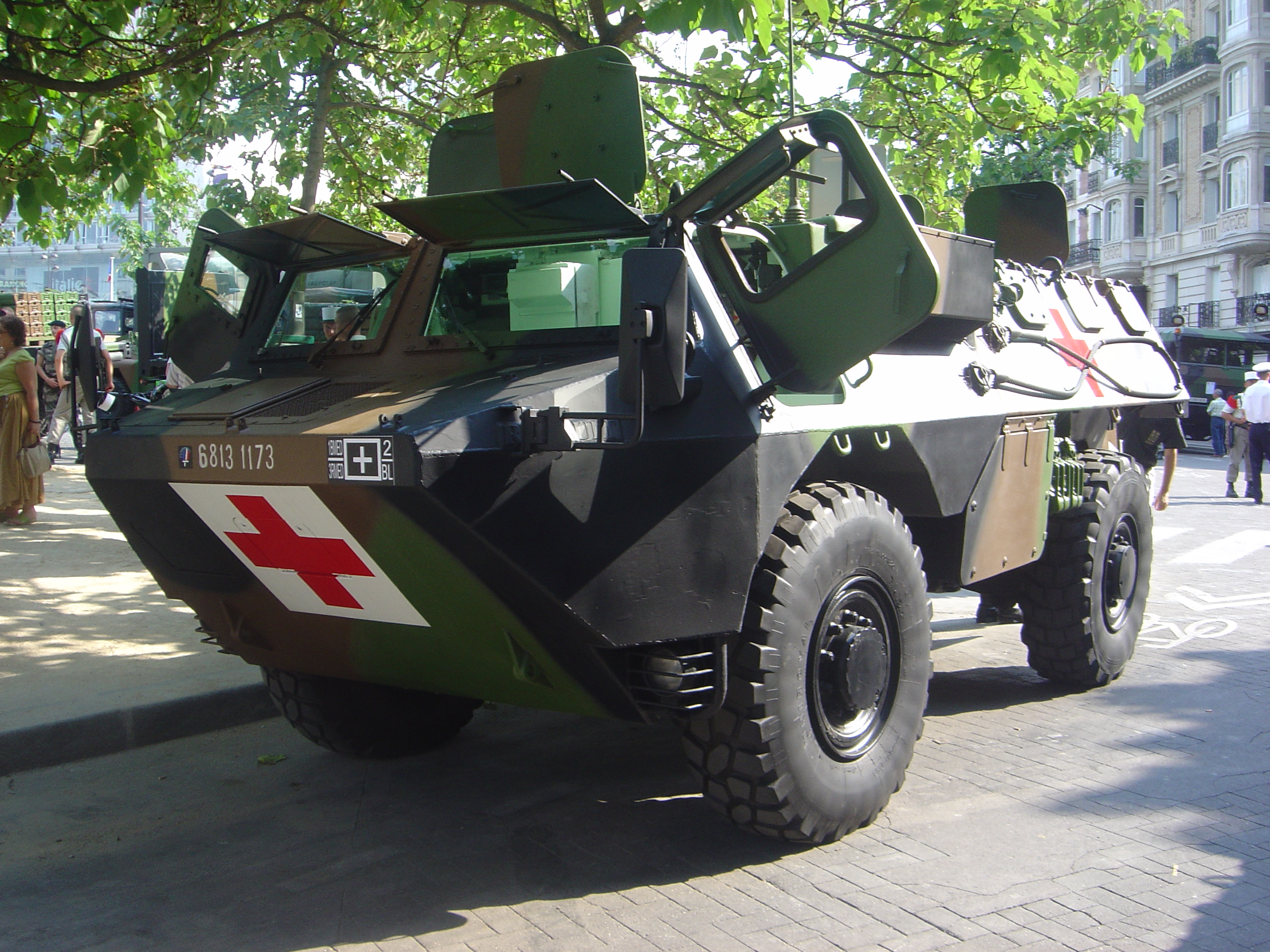
Vehículo blindado VAB de las Fuerzas Armadas francesas.

Los APC pueden utilizarse como ambulancias blindadas para realizar evacuaciones médicas (MEDEVAC) de personal herido. Estos vehículos están equipados con camillas y material médico. Según el artículo 19 de los Convenios de Ginebra, "las unidades médicas móviles del servicio médico no podrán en ningún caso ser atacadas, serán respetadas y protegidas en todo momento por las partes en conflicto". Aunque el artículo 22 les permite portar armamento defensivo, normalmente estos vehículos están desarmados. Según el artículo 39, el emblema del servicio médico "deberá exhibirse, en todo el equipo empleado en el servicio médico". Como tal, las ambulancias blindadas están marcadas con símbolos reconocidos por el Comité Internacional de la Cruz Roja (CICR).